# Sistema Nacional de Regulação
O Sistema Nacional de Regulação (SISREG) é um software desenvolvido e disponibilizado pelo DATASUS (Ministério da Saúde) como uma ferramenta para a gestão e sistematização das ações de regulação do acesso aos serviços do Sistema Único de Saúde (SUS) em estados e municípios. Sua primeira versão foi lançada em 1999 e, desde 2006, está em sua terceira versão (SISREG III), cuja principal funcionalidade é a regulação de procedimento ambulatoriais (consultas e exames) e internações hospitalares. A atenção primária é o setor responsável por coordenar os encaminhamentos dos usuários para outros níveis de cuidado através do SISREG.